# フィリピン航空206便墜落事故
フィリピン航空206便墜落事故は、1987年6月26日にフィリピンで発生した航空事故である。ニノイ・アキノ国際空港からローカーン空港へ向かっていたフィリピン航空206便（ホーカー・シドレー HS-748）が着陸進入中に墜落し、乗員乗客50人全員が死亡した。

## 飛行の詳細
事故機のホーカー・シドレー HS-748（RP-C1015）は1967年に製造された機体だった。
206便には乗員4人と乗客46人が搭乗していた。乗客の多くはフィリピン人で、マラウィ市のカトリック司教や当時のフィリピン航空の副社長夫人が含まれていた。また、同機には日本人7人が搭乗していた。うち6人は二松學舍大学附属高等学校の野球部OBらで、206便でマニラからバギオまで向かい、翌日に同社207便でマニラへ戻る予定だった。その他、バギオ在住のアメリカ人1人も犠牲となった。

## 事故の経緯
206便はマニラのニノイ・アキノ国際空港からバギオのローカーン空港へ向かう国内定期旅客便だった。PST10時10分、206便はマニラを離陸した。バギオへの到着は11時10分を予定していた。進入中、パイロットは視界不良を報告していたが、ローカーン空港への着陸進入の最低条件は満たしていた。着陸の数分前、206便との交信が途絶えた。
15時30分頃、空港の南15km地点で機体の残骸が発見された。現場に到着した森林作業員によれば1人が生存していたが、まもなく死亡した。現場周辺では豪雨と濃霧が発生しており、救助作業は難航した。206便は標高6,900フィート (2,100 m)のウゴ山の山頂付近に激突していた。墜落によって木々が980フィート (300 m)にわたってなぎ倒されており、原型をとどめていたのは右主翼の一部と垂直尾翼だけであった。
遺体は座席に座った状態で、激しい損傷を受けていた。そのため歯型などで身元確認が行われることとなり、東京歯科大学の教授らが現地入りした。
事故の2日後、2つのブラックボックスが現場から回収された。最終的に事故原因はCFITであるとされた。